# ФК Обилич
ФК „Обилич“ е футболен клуб от Белград, Сърбия.
Домакинският стадион, на който играе мачовете си ФК „Обилич“, носи името „Милош Обилич“. Спортното съоръжение има капацитет от 5673 седящи места.

## История
Отборът е основан през 1924 г. и носи името на популярния сръбски национален герой Милош Обилич, който убива турския султан Мурад I в битката при Косово поле, състояла се на 15 юни 1389 г. След края на Втората световна война тогавашните югославски политици забраняват името Обилич. Отборът се състезава под името „Чубурац“ до 1952 г.
Най-големият успех, постигнат от клуба, е спечелването на сръбското футболно първенство през 1998 г. По този начин малкият белградски отбор разчупва двуполюсния модел на абсолютната хегемония на сръбските грандове – столичните тимове „Партизан“ и „Цървена звезда“. През същата година отборът играе в предварителния кръг на квалификациите за Шампионската лига, където отпада след загуба и реми от германския футболен колос „Байерн“ (Мюнхен). През следващия сезон военните сили на НАТО започват масирани бомбардировки над Югославия и това пречи на футболен клуб „Обилич“ да дублира спечелването на шампионската титла.
Обикновено най-силните години на „Обилич“ се свързват с президентството на Желко Ражнатович. След смъртта му собственик и президент на клуба става съпругата му Светлана Ражнатович. През периода на неговото управление клубът се радва на отлични финансови постъпления, както и на отлична трансферна политика, които го извеждат до националната купа през 1998 г.
Някои от най-популярните сръбски футболисти, които са обличали фланелката на „Обилич“, са: Ненад Джорджевич, Саша Вицикнез, Никола Лазетич, Драгослав Йеврич. Няколко известни футболисти от „Обилич“ се подвизаваха по българските терени. Това бяха Иван Литера, Нешко Милованович, Саша Симонович, както и старши треньорът Ратко Достанич.